# Rete tranviaria di Zagabria
La rete tranviaria di Zagabria è la rete tranviaria che serve la capitale croata di Zagabria. È composta da quindici linee diurne e quattro notturne.
La prima linea tranviaria di Zagabria, che all'epoca era a trazione animale, fu inaugurata il 5 settembre 1891. Nel 1910 venne fondata la Zagrebački električni tramvaj (ZET), che procedette all'elettrificazione della linea tranviaria.

## Sviluppo storico

### Tram a cavalli
Con l'improvvisa urbanizzazione di Zagabria alla fine del XIX secolo si sentì la necessità di introdurre il trasporto pubblico organizzato. Anche se le prime linee di omnibus trainate da cavalli furono introdotte già nel 1844 , erano di carattere stagionale e all'epoca servivano per trasportare i passeggeri ai bagni cittadini o per trasportare gli ospiti dalla stazione ferroviaria agli hotel di Zagabria . I padri della città iniziarono a discutere della necessità di introdurre un tram trainato da cavalli nel 1885, e l'idea divenne rilevante nel 1887, quando l'ingegnere francese Raoul Pierre Alexandre Gautier propose alle autorità cittadine l'introduzione di un tram trainato da cavalli da Zagabria a Samobor. . A causa della mancanza di fondi, Gautier cambiò il suo piano e propose di costruire una ferrovia a Zagabria. Alla fine ricevette la concessione per la costruzione della ferrovia il 7 marzo 1891 , ma non ne iniziò la costruzione, ma con il consenso del comune cittadino trasferì i suoi diritti e doveri alla Società dei cittadini di Zagabria. La costruzione della linea tranviaria a binario unico iniziò l'11 maggio 1891 .
Il 5 settembre 1891 entrò in servizio il tram a cavalli . La larghezza dei binari era di 760 mm e la lunghezza totale del traffico dei binari era di circa 8 km. La ferrovia fu costruita da Mitnica in via Vlaška (l'odierna Kvaternikov trg), Vlaški, Draškovićevo e Jurišićev via Jelačićeva trg, Ilica fino a via Vodovodna (Pivovara) con una diramazione in via Kolodvorska (l'odierna Ulica Republike Austrije) a sud (l'odierna ovest). Dalla stazione e al bivio lungo la via Frankopanski e la via Savski fino al ponte Savski. L'anno successivo, con la costruzione della nuova stazione delle Ferrovie dello Stato (l'odierna Stazione Centrale), fu costruito un ramo della linea tranviaria da piazza Jelačić alla nuova stazione. La ferrovia aveva tangenziali alle fermate più importanti.
Nel 1891 il parco tramviario comprendeva 10 carrozze chiuse e sei aperte (estive), nel 1910 il numero delle carrozze salì a 38. Le carrozze furono costruite nella fabbrica Weitzer a Graz , lunghe 5 m, larghe 1,80 m e larghe 2,50 m. alta m. La velocità media dei tram trainati da cavalli era di 7,5 km/h. Il sorteggio con la scuderia e l'edificio amministrativo si trovava sul sito dell'attuale Museo della Tecnica.
Il 18 agosto 1910 fu ufficialmente aperta la circolazione sulla prima linea del tram elettrico . Il tram a cavalli rimase per un altro anno, fino al completo completamento della rete tranviaria elettrica.

## Rete tramviaria
Lo sviluppo della rete tranviaria di Zagabria iniziò l'11 maggio 1891 , quando iniziò la costruzione di una linea tranviaria a binario unico con una carreggiata di 760 mm. La ferrovia, sulla quale il 5 settembre 1891 fu messo in servizio il tram a cavalli, si estendeva dall'odierna piazza Kvaternik (allora Mitnica in via Vlaška), via Vlaško, via Drašković, via Jurišić attraverso piazza Jelačić e Ilica verso sud ( oggi Ovest) Stazione. La ferrovia aveva una diramazione fino al ponte Sava attraverso Frankopanska e Sava. Da allora ad oggi la rete si è estesa fino a raggiungere i 116.346 km complessivi sui quali circola regolarmente il traffico tramviario. Dal 1910 la carreggiata è di 1000 mm. La rete è stata ampliata più volte (l'ultimo ampliamento risale al 2000 con l'apertura delle tratte Dubrava - Dubec e Jarun - Prečko), e alcune tratte ferroviarie sono state interrotte.

## Linee
Nel corso del tempo le linee del tram furono interrotte o ne furono introdotte di nuove. L'attuale sistema di linee del tram è stato introdotto all'inizio degli anni '80 , con alcune modifiche successive (la modifica più significativa è la cancellazione della linea numero 16: Črnomerec - Jukićeva - Savska - Velesajam - Zapruđe all'inizio degli anni '90 ). Attualmente ci sono quindici linee di tram diurne e quattro notturne che operano dalle 00:00 alle 04:00. Occasionalmente le linee tranviarie cambiano percorso a causa di lavori sulla ferrovia o della sua ricostruzione (di solito in estate). È anche possibile che si verifichino giornalmente modifiche temporanee e occasionali ai percorsi delle linee, che si verificano a causa di qualche evento straordinario (es. incidente stradale, grave guasto, interruzione di corrente , ecc.) e quindi i tram circolano in deviazione. Le linee tramviarie notturne vengono spesso sostituite da autobus per la manutenzione della rete.
Di tanto in tanto vengono introdotte nel traffico linee straordinarie (es. linee 18, 19, ecc.), anche se raramente e temporaneamente, solitamente durante la ricostruzione dei binari.
Le linee del tram sono contrassegnate da un numero su un tabellone o un display sulla parte anteriore e posteriore del tram e sul lato destro del tram. Su una linea circolano diversi tram e ogni tram ha il proprio orario (il numero dell'orario del tram è segnato sul display o su una targhetta metallica alla sinistra del conducente). La sequenza temporale tra i singoli tram sulla stessa linea è solitamente di pochi minuti e dipende dal fatto che si tratti di una linea diurna o notturna, dal giorno della settimana (feriale o sabato e domenica), nonché dall'ora del giorno e il numero medio di passeggeri sulla linea.

### Linee diurne
La rete si compone di quindici linee diurne:
- 1 Zapadni kolodvor - Trg bana Jelačića - Borongaj
- 2 Črnomerec - Jukićeva - Glavni kolodvor - Autobusni kolodvor - Savišće
- 3 Ljubljanica - Ulica grada Vukovara - Savišće
- 4 Savski most - Glavni kolodvor - Draškovićeva - Dubec
- 5 Prečko - Ulica grada Vukovara - Autobusni kolodvor - Trg Kvaternika - Maksimir
- 6 Trg bana Jelačića - Glavni kolodvor - Autobusni kolodvor - Sopot
- 7 Savski most - Velesajam - Autobusni kolodvor - Dubrava
- 8 Mihaljevac - Draškovićeva - Autobusni kolodvor - Zapruđe
- 9 Ljubljanica - Glavni kolodvor - Borongaj
- 11 Črnomerec - Trg bana Jelačića - Dubec
- 12 Ljubljanica - Trg bana Jelačića - Dubrava
- 13 Žitnjak - Ulica grada Vukovara - Trg bana Jelačića - Glavni kolodvor - Trg žrtava fašizma - Trg Kvaternika
- 14 Mihaljevac - Trg bana Jelačića - Savska ulica - Velesajam - Zapruđe
- 15 Mihaljevac - Dolje
- 17 Prečko - Trg bana Jelačića - Borongaj

### Linee notturne
La rete si compone di quattro linee notturne:
- 31 Črnomerec - Trg bana Jelačića - Glavni kolodvor - Autobusni kolodvor - Velesajam - Savski most
- 32 Prečko - Trg bana Jelačića - Trg hrvatskih velikana - Borongaj
- 33 Dolje - Draškovićeva - Glavni kolodvor - Savska cesta - Ulica grada Vukovara - Savišće
- 34 Ljubljanica - Trg bana Jelačića - Glavni kolodvor - Draškovićeva - Dubec

## Depositi
La ZET dispone di due depositi, entrambi con funzione di rimessa e officina per tutte le vetture. I due depositi sono situati a Ljubljanica (in corrispondenza del capolinea delle linee 3, 9, 12 e 34) ed a Dubrava (nei pressi del capolinea delle linee 7 e 12).
Essendo il 12 una linea con entrambi i capolinea nei pressi dei due depositi, a questa linea vengono assegnate le vetture che necessitano un cambio di deposito.